# Holconia immanis
Holconia immanis là một loài nhện trong họ Sparassidae.
Loài này thuộc chi Holconia. Holconia immanis được Ludwig Carl Christian Koch miêu tả năm 1867.

## Hình ảnh

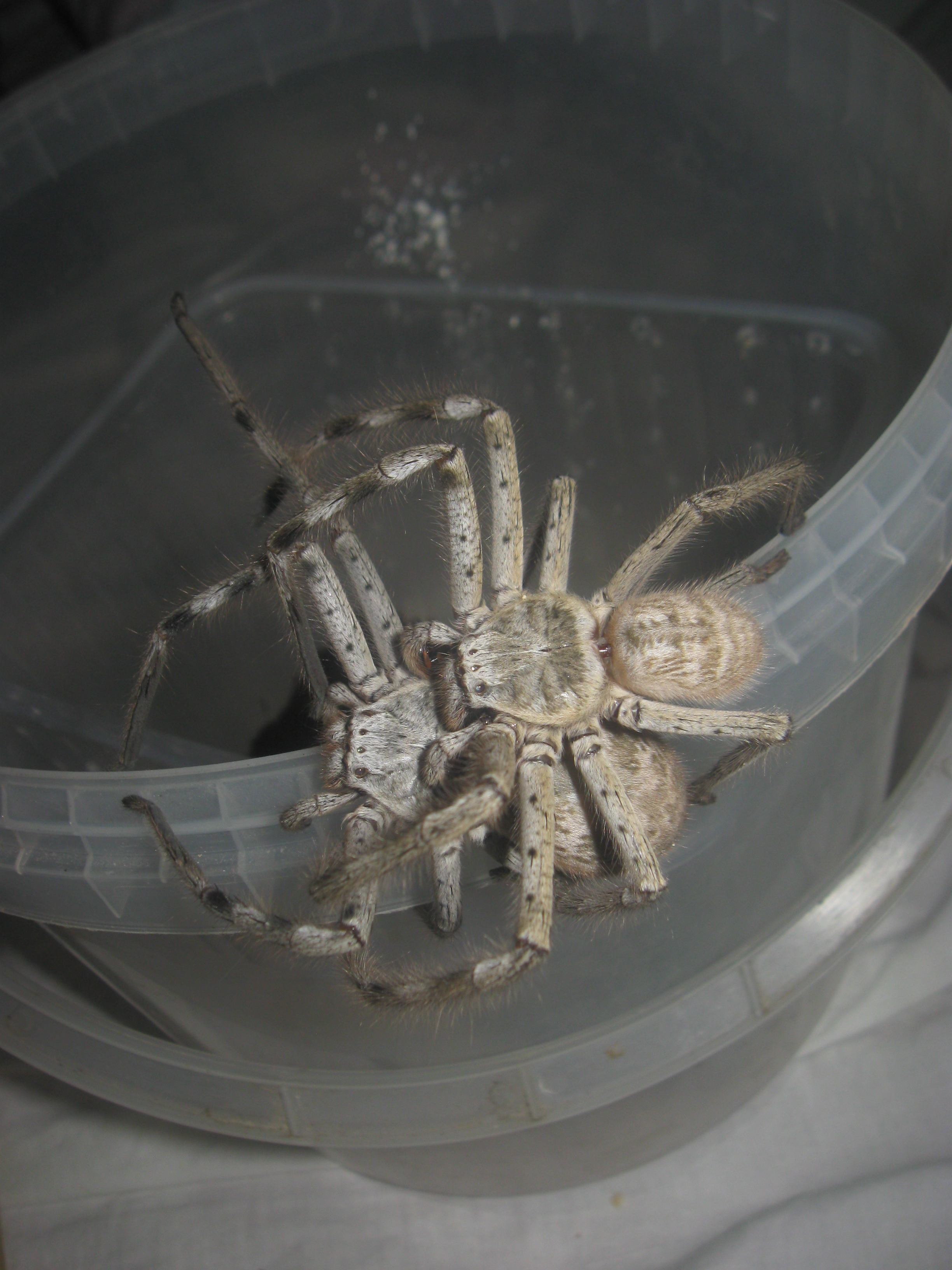
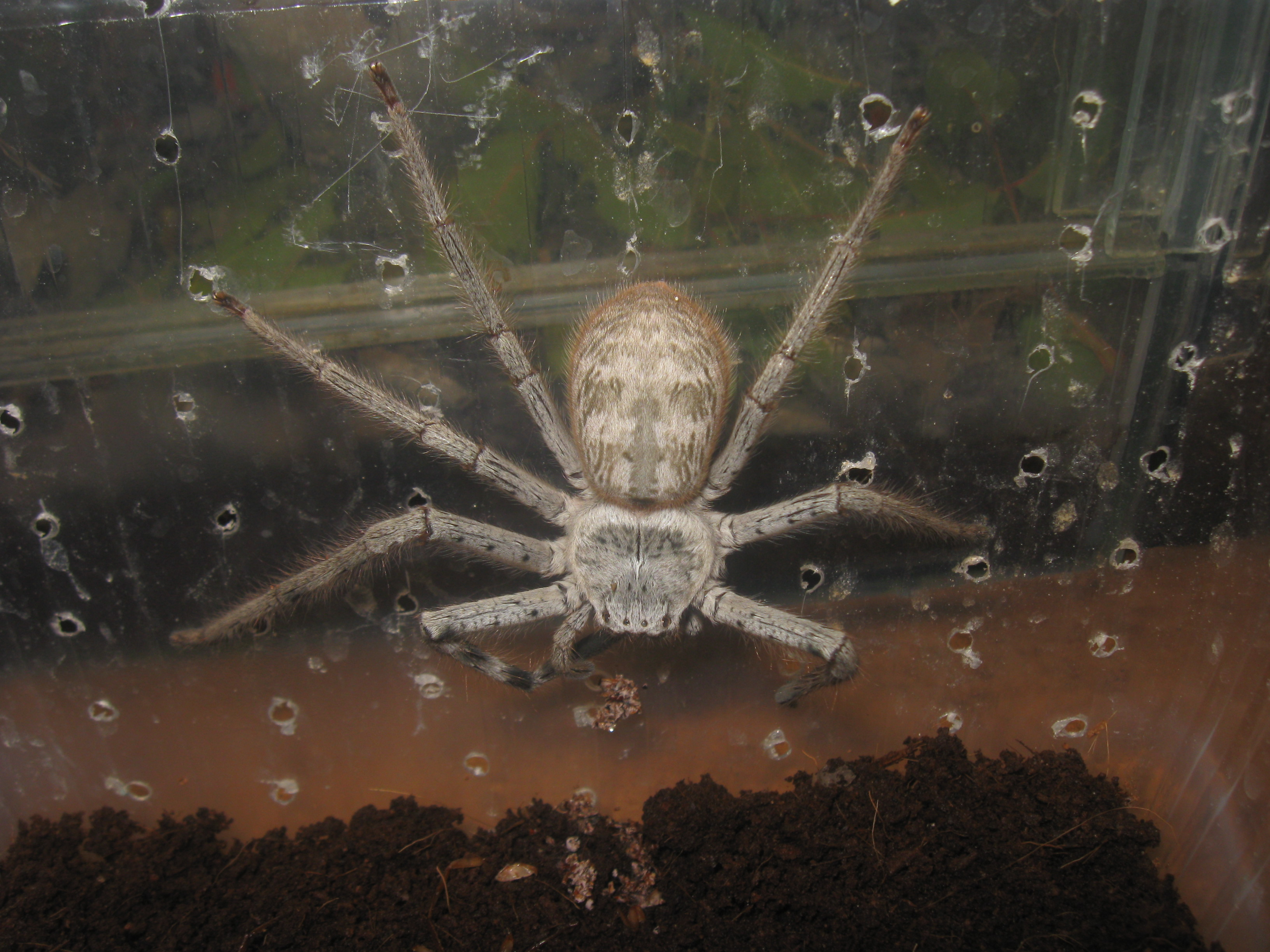
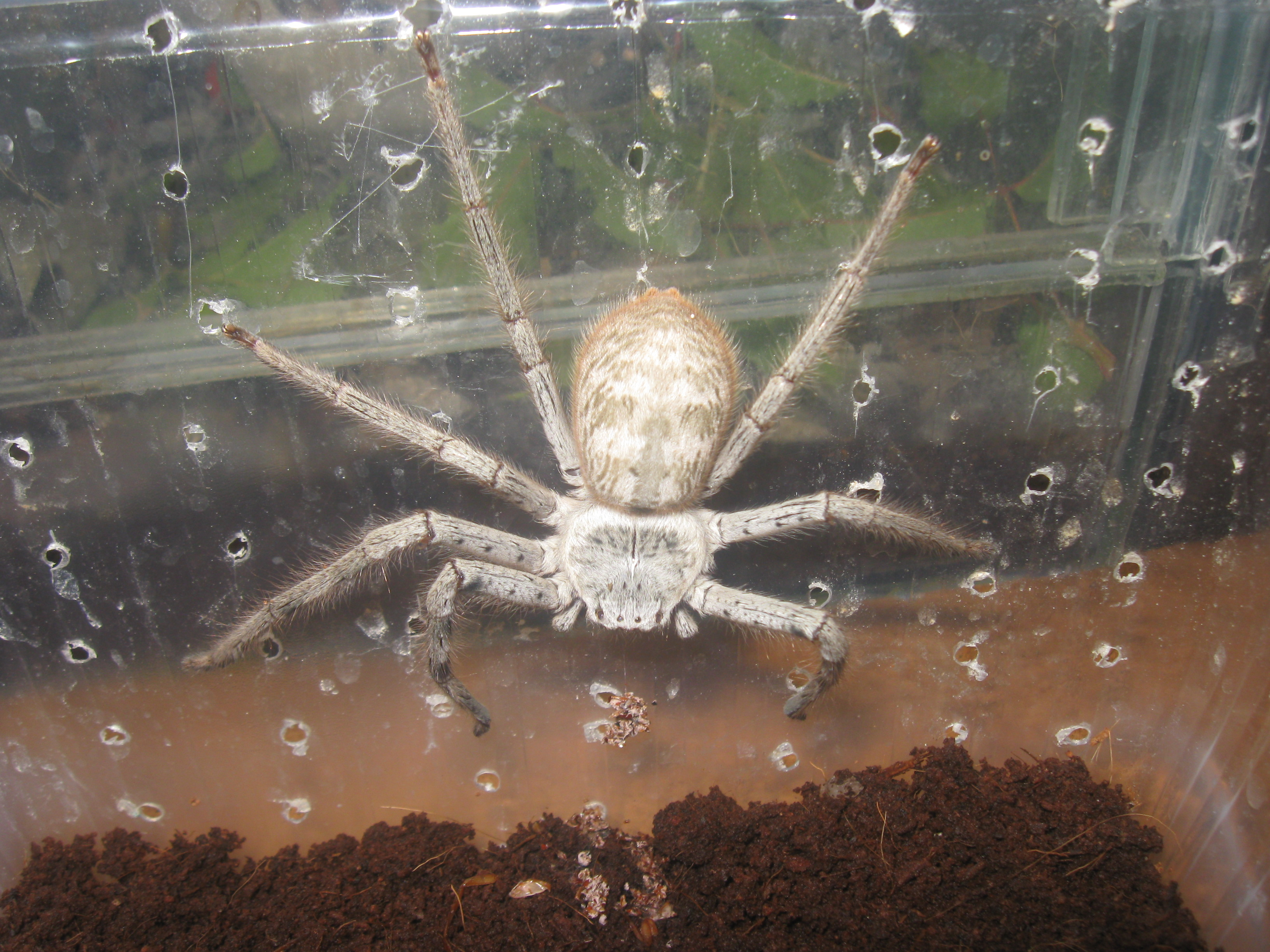
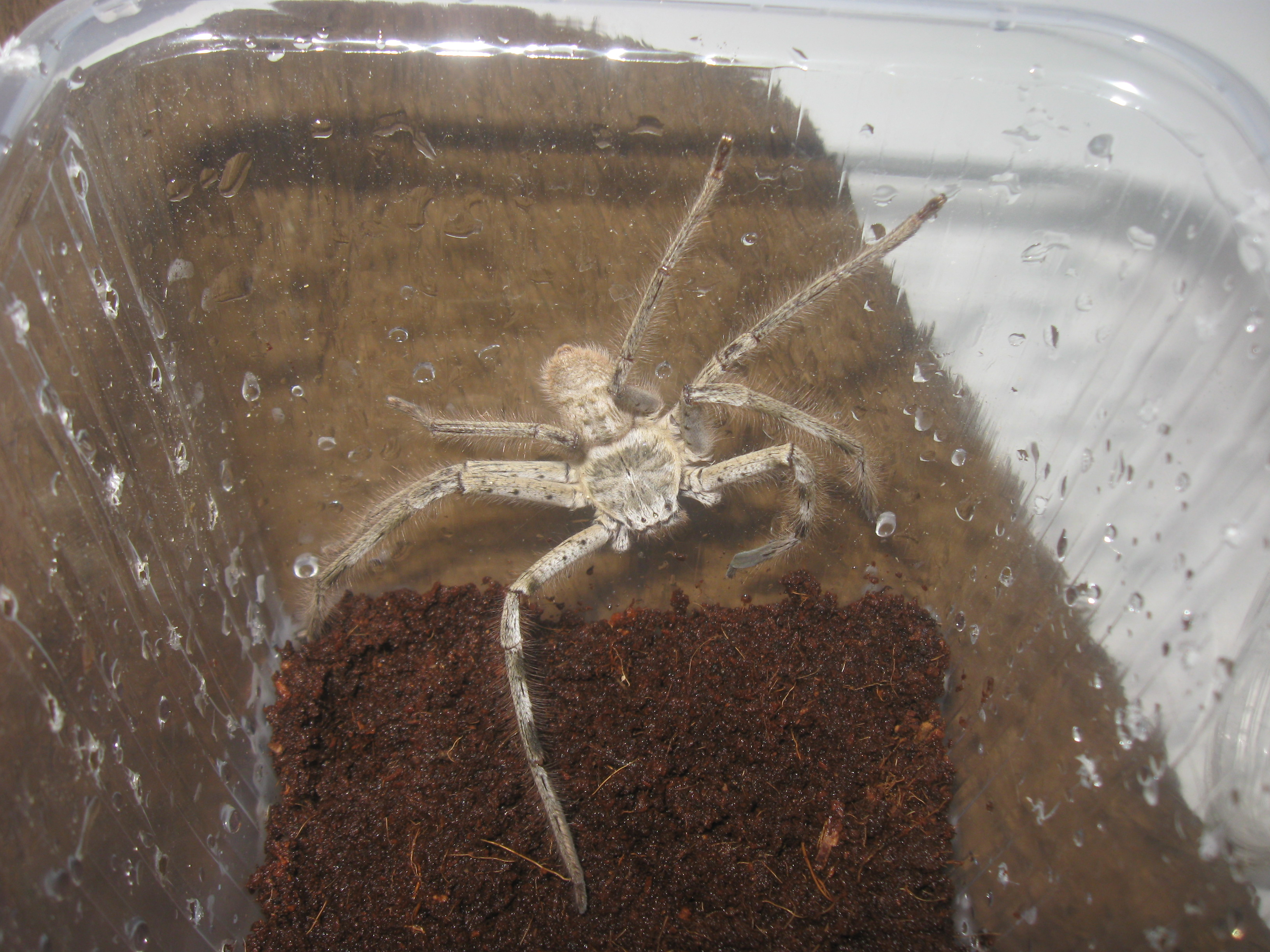